# Krémer Ferenc (férfiszabó)

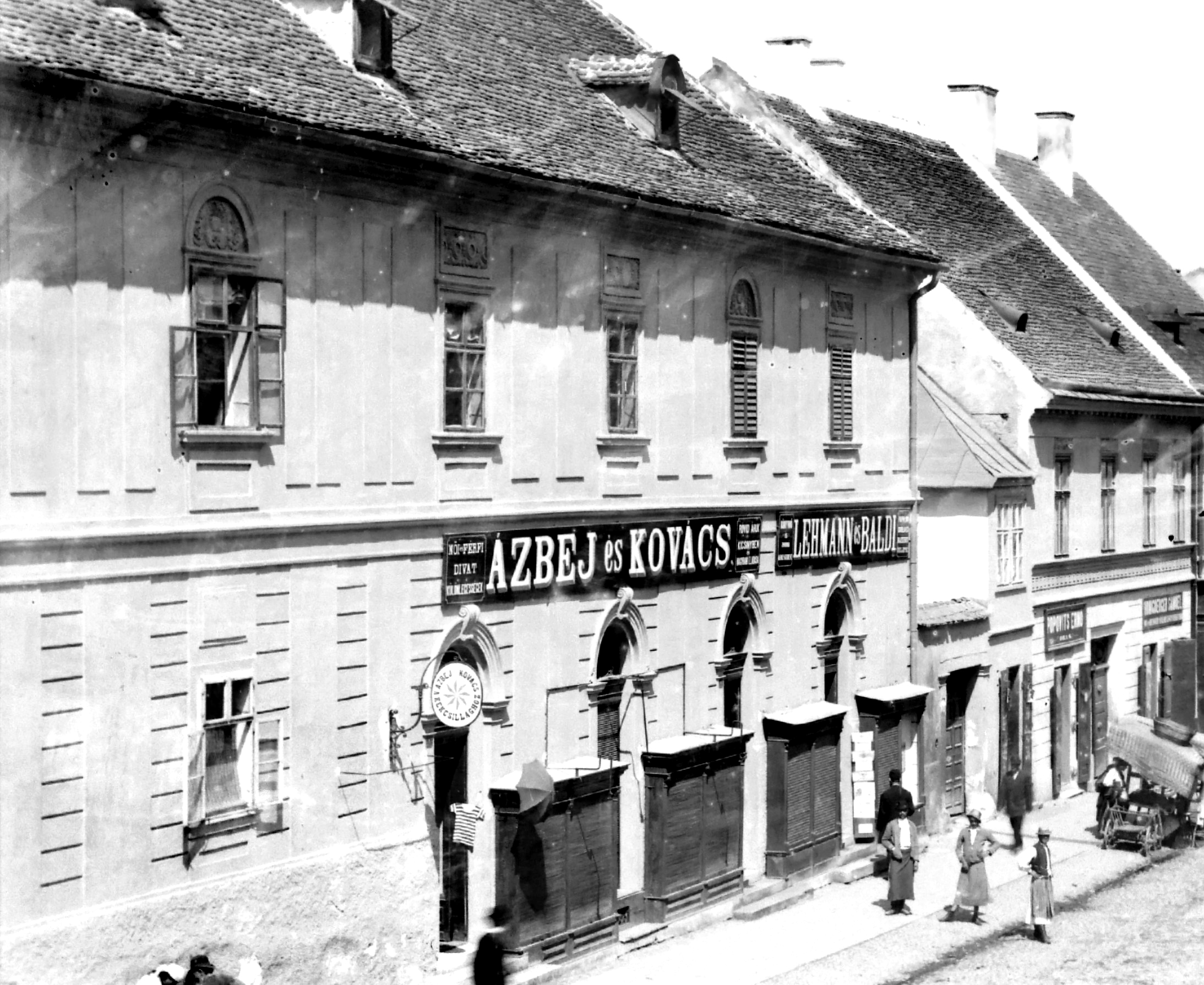
Krémer Ferenc háza (jobbról az első) a Híd/Wesselényi utcában (Veress Ferenc felvétele, 1869)

Krémer Ferenc (Szamosújvár, 1822. április 27. – Kolozsvár, 1874. augusztus 3.) férfiszabó, a kolozsvári Iparos Egylet alapító elnöke, közéleti személy.

## Életpályája
Apja, Krémer András német származású nőiszabó. Ferenc Désen járt iskolába, miután a család átköltözött oda Szamosújvárról. Tizenhárom éves korában Kolozsvárra adták szabóinasnak. Miután 17 éves korában felszabadult, Kolozsváron, Nagyszebenben, Brassóban vállalt munkát, majd 1841-ben Bukarestbe ment. Két évig ismerkedett az új divatvilággal, majd Egyiptomba ment, ahol Alexandriában és Kairóban vállalt munkát. Konstantinápoly érintésével visszatért Brassóba, majd Désre.
Nemsokára újra útra kelt, de most már nyugat felé. Bécsben vállalt munkát, de a forradalom miatt kalandokba keveredett, bujkált, álnéven vállalt munkát, majd 1849 februárjában sikerült Linzen keresztül Bajorországba menekülnie. Több helyen is dolgozott, végül Münchenben telepedett le. Szakmai tudását annyira gyarapította, hogy társai őt jelölték arra, hogy képviseletükben részt vegyen az 1851-es londoni világkiállításon. Hogy fedezni tudja ott-tartózkodási költségeit, munkát vállalt, de nem tudta megszokni az ottani munkastílust (például azt, hogy a szabók a földön ülve dolgoztak), ezért eldöntötte, hogy Amerikába megy. 1852 tavaszán meg is érkezett New Yorkba, ahol dolgozni kezdett. Innen eljutott Mexikóba is. 
Nem tudta megszokni az ottani életet, és hamarosan visszatért Európába. Rövid franciaországi és németországi tartózkodás után 1853. február 16-án Bécsbe érkezett. Szerencsétlenségére, egy szabólegény épp akkor próbálta megölni a császárt, ezért a szigorú ellenőrzések miatt mint szabólegényt őt is a szervezkedők közül valónak nézték, de mivel nem tudtak semmit felhozni ellene, kitoloncolták Kolozsvárra. 
Elhatározta, hogy Kolozsváron telepszik le. Munkát vállalt, belépett a német szabók céhébe, és még abban az évben megnősült, feleségül vette Valé Karolinát. Hatására a német céhben lassan felülkerekedett a magyaros szellem, és 1859-től már magyarul írták a jegyzőkönyveket. Egyik társával céget alapított Krémer és Reila néven. Közben születtek a gyerekek, összesen kilencen: Ferenc, Sándor, Ilona Róza, Albert, Gizella, Jenő, István, Károly, Aranka. Közülük hárman (Sándor, Gizella, Jenő) színészek lettek. István, aki 1898-ban Kosárira változtatta a nevét, Budapesten volt gimnáziumi tanár. Amikor Krémer Ferenc 1874-ben hirtelen (szélhűdésben) elhunyt, a nekrológ szerint hét gyermek maradt utána, tehát ketten már azelőtt elhunytak.

## Munkássága
A Kolozsváron már működő kaszinók és a Kolozsvári Kereskedők Társasága mellett, az 1850-es évektől már kezdtek megalakulni olyan társadalmi szervezetek, amelyek a hasonló foglalkozású és érdeklődésű embereket fogták össze. 1851-ben megalakult a Kolozsvári Kereskedelmi és Iparkamara, amely szakmai érdekképviseletet biztosított tagjainak, de nem volt alkalmas  kulturált szórakozás megszervezésére. Ezért javasolta Krémer Ferenc 1859-ben, hogy hozzanak létre egy olvasó-társulatot, ahol magyar és német hírlapokat, divatlapokat olvashassanak a tagok. 1860-ban sikerült is megalakítani egyelőre Olvasó Egylet néven, amelynek elnökéül egyhangúlag Krémer Ferencet választották. A végleges jóváhagyást csak 1862-ben kapták meg a gyanakvó hatóságoktól. Hogy a politikai tevékenység gyanúja se merüljön fel, belefoglalták az alapszabályzatba, hogy "a Kolozsvári Iparos Olvasóegylet nemes társalgásra képes, ártatlan időtöltést és művelődést kereső férfiak egylete". Kezdetben a Vigadóban, majd a Főtér északi oldalán volt a székhelyük. Kezdetben folyóiratokat járattak, könyvtárt hoztak létre, később bálokat is szerveztek. Krémer Ferencnek köszönhetően, aki hol elnök, hol alelnök, hol pénztáros volt, az egyesület vagyona évről évre gyarapodott, ezért 1867-ben már támogatni tudták tagjaikat, hogy részt vehessenek a párizsi világkiállításon.
A kiegyezés után  az egylet szerepe is megváltozott, már nemcsak a szórakozás, hanem az "iparosság előmozdítása, emelése" is fontos cél volt. Most már Iparos Egylet néven működött, és elnökévé Krémer Ferencet választották, mely tisztséget haláláig nagy hozzáértéssel töltötte be. 1871-ben az elnök javaslatára megalakították a Iparosok Hitelszövetkezetét, amelynek fő célja a kedvező feltételű hitelek folyósítása volt. Ennek elnök-igazgatója szintén Krémer Ferenc volt haláláig. 
Krémer Ferenc az iparosokon kívül szívén viselte a város sorsát is, ezért vállalt különféle tisztségeket: volt az iparkamara alelnöke, részt vett a Kisegítő Egylet megalakulásában, fontos javaslatokat tett az 1872-es ipartörvényhez, tagja volt a város Törvényhozó Bizottságának, pártolta az ipari szakoktatást, a lutheránus egyház gondnoka volt.

## Emlékezete
„Kolozsvárnak benne tagadhatatlanul legmíveltebb, legtöbb tapasztalattal bíró iparosa veszett el, kit pártkülönbség nélkül becsült minden ember, mert olyan férfiút láttak benne, ki a városi közügyek iránt nemesen buzgott, s ami szép és jó volt, az Krémer Ferencben buzgó apostolt nyert minden habozás nélkül.” Ellenzék, 1874. augusztus 5.
Halála után az emlékezés jeléül id. Vastagh Györggyel megfesttették az arcképét, amely évtizedekig díszítette az iparos egylet székházának falát. A Krémer Ferenc Alapítvány a szegény sorsú ipari tanulókat segítette anyagilag. 